# Devhara
Devhara là một thị trấn thống kê (census town) của quận Shahdol thuộc bang Madhya Pradesh, Ấn Độ.

## Nhân khẩu
Theo điều tra dân số năm 2001 của Ấn Độ, Devhara có dân số 10.827 người. Phái nam chiếm 54% tổng số dân và phái nữ chiếm 46%. Devhara có tỷ lệ 68% biết đọc biết viết, cao hơn tỷ lệ trung bình toàn quốc là 59,5%: tỷ lệ cho phái nam là 76%, và tỷ lệ cho phái nữ là 59%. Tại Devhara, 13% dân số nhỏ hơn 6 tuổi.